# Dorú Areaba
Dorú Areaba es una antigua ciudad situada al noroeste de Alagaësia, mundo imaginado por Christopher Paolini que aparece en la saga El legado, y que fue la capital de la isla de Vroengard. Los primeros Jinetes de dragón la construyeron para establecer allí su base y su hogar, con el fin de que estos fueran los únicos en poder  acceder, debido al mar que la separa.
Se cree que la ciudad aún conserva las ruinas de la invasión del traidor Galbatorix.

## Historia
La ciudad de Dorú Areaba jugó un papel muy importante dentro de la historia. Contempló la traición de Galbatorix y los Apóstatas durante la guerra contra los Jinetes de Dragón, y en sus puertas se libró la última batalla entre Vrael, jefe de los jinetes de dragón y los trece Apóstatas, donde Vrael fue derrotado por Galbatorix.
También se sabe que en la misma ciudad murió el dragón del jinete Brom, la Saphira original, asesinada enfrente del mismo Brom por orden de Galbatorix. 

Esta ciudad aparece principalmente al inicio del primer libro, "Eragon", donde relata la caída de los jinetes de dragón, y bajo el nombre de "Dorú Araeba". Sin embargo, en el resto de la trilogía y como simple mención, aparece impreso como "Doru Araeba", cabe mencionar que en inglés (el idioma original del libro) no hay acentos, así que tal vez fue un cambio del traductor.
- Datos: Q5813680